# Óscar Alberto Pérez
Óscar Alberto Pérez (Caracas, 7 de abril de 1981 – Caracas, 15 de janeiro de 2018) foi um ator e policial venezuelano, investigador do Cuerpo de Investigaciones Científicas, Penales y Criminalísticas  (CICPC - agência de investigação da Venezuela) e líder de um grupo de resistência política contra Nicolás Maduro. Tornou-se mais conhecido por ter sido o responsável pelo ataque com helicóptero em Caracas durante protestos e a crise constitucional venezuelana de 2017 e pelos últimos minutos de vida transmitidos ao vivo em redes sociais.

## Biografia
Óscar Alberto Pérez nasceu em 4 de abril de 1981, sendo o filho mais velho de Aminta Rosa Pérez. Seu pai biológico era desconhecido e não há nenhuma fonte confiável que diga quem exatamente foi seu genitor. Pouco se sabe sobre a infância e adolescência de Óscar Pérez, exceto pelo fato de que cresceu em um bairro de classe média em Caracas e estudou em várias escolas públicas e particulares. 
Em 1999, casou-se com Danahis Vivas, com quem teve três filhos. Proveniente de uma família católica, o policial acabou por se converter ao evangelicalismo em 2008, e costumava frequentar uma Igreja na capital venezuelana.

### Carreira Policial
Óscar começou a trabalhar pelo CICPC em 2000. Durante o período em que esteve na corporação, Óscar Pérez era considerado uma pessoa carismática e admirável pelos seus colegas de trabalho e raramente falava sobre política, embora demonstrasse certa simpatia por Hugo Chávez, ex-presidente da Venezuela, falecido em 2013, simpatia essa que desapareceu logo após o inicio da crise na Venezuela.[carece de fontes?]
Em 2012, enquanto participava de uma operação policial em uma favela em Maracaibo, Pérez foi interpelado por uma criança que expressou seu desejo de se tornar um gângster, ter muito dinheiro e lindas mulheres ao seu redor. De acordo com o militar, este episódio o teria indignado muito, propelindo-o a atuar em campanhas humanitárias, de cunho filantrópico. Segundo colegas de trabalho e o diretor de Muerte suspendida, filme no qual Óscar Pérez atuaria em 2015, Óscar era um homem muito dedicado à causas humanitárias.

### Carreira como ator
Pérez procurou o diretor cinematográfico Óscar Rivas com a finalidade de que ele dirigisse um filme que pudesse aumentar a moral da polícia venezuelana. O nome desse filme seria Muerte Suspendida (Morte Suspensa) e Óscar interpretaria o papel de personagem principal. O filme foi sucesso de bilheteria na Venezuela: a segunda maior bilheteria no país em 2015. Tendo sido aclamado pela crítica, uma sequência foi anunciada, porém ela nunca chegou a ser produzida em virtude da dificuldade que a produção encontrou em obter o financiamento necessário. A atuação de Óscar foi elogiada e ele chegou a ser sondado para aparecer em outros filmes, porém optou por dedicar-se à sua carreira policial.

### Ataque com helicóptero em Caracas em 2017
Durante os protestos de 2017 e a crise constitucional venezuelana de 2017, na tarde de 27 de junho de 2017, um vídeo foi publicado mostrando homens encapuzados portando rifles de assalto em escolta a Óscar Pérez, afirmando que não pertenciam a nenhum partido mas que tratava-se de nacionalistas e patriotas prestes a se rebelarem contra a tirania do governo do PSUV. Horas depois da publicação do vídeo, Pérez foi visto pilotando um helicóptero do CICPC sobre o Supremo Tribunal de Justiça, com um banner na lateral escrito "350 Liberdade", em uma referência ao Artigo 350 da Constituição do país, que afirma que o povo da Venezuela deve renegar qualquer regime, legislação ou autoridade que viole os valores democráticos ou que transgrida os direitos humanos. Ao aproximarem-se do Supremo Tribunal federal, seus ocupantes dispararam tiros e artefatos explosivos contra o prédio governamental.
O Presidente Nicolás Maduro veio a público afirmando que o ataque tratava-se de uma rebelião de militares, enquanto os líderes da oposição, por sua vez, disseram que as ações teriam sido encenadas de modo que o chefe do poder executivo do país pudesse justificar uma repressão sobre aqueles que se opõem a seu governo e à Assembleia Constituinte. Mais tarde, entretanto, o ex-militar e ator amador Óscar Pérez emitiu um comunicado através das redes sociais assumindo a autoria do ataque e afirmando que a ausência de vítimas fatais teria sido planejada pelo grupo que executou a ação.

### Ressurgimento

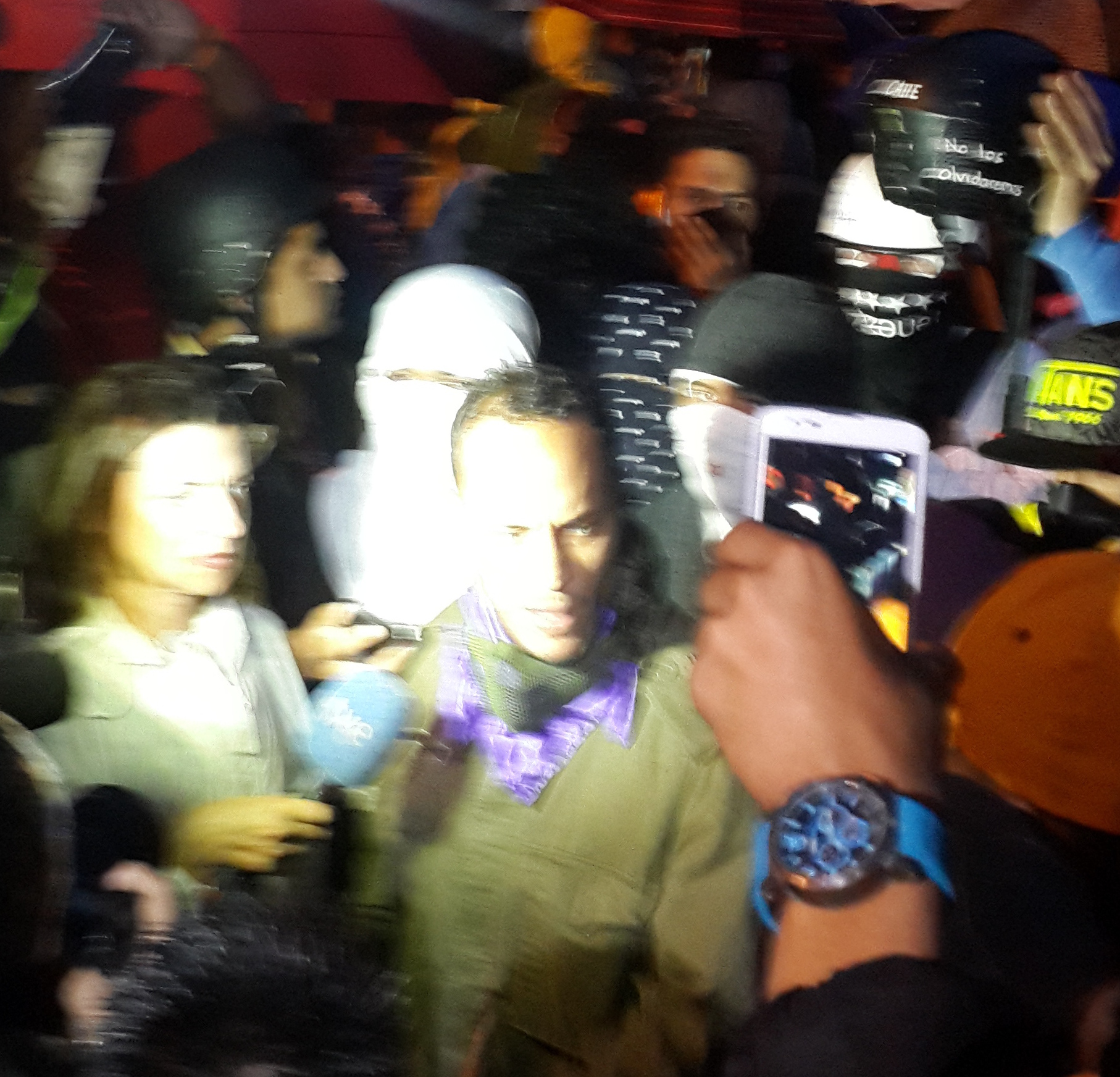
Pérez em um protesto noturno em Altamira, em 13 de julho de 2017

Após as autoridades venezuelanas terem prendido três cidadãos nas ruas de Caracas que foram acusados de estarem vinculadas à Óscar Pérez, o próprio ex-policial reapareceu em um protesto ocorrido no dia 13 de julho de 2017 na região de Altamira, denunciando as agressões perpetradas por um colectivo para com a Assembleia Nacional e afirmando que o governo bolivariano sabia quem era o responsável pelos ataques. Ele também compartilhou seu apoio ao Referendo Venezuelano de 2017 e declarou que iria continuar seus planos, explicando que a "Hora-H" ocorreria no dia 18 de julho, quando todos os venezuelanos seriam convocados para protestar até que nada mais voltasse a ser como antes, classificando a chefia do poder executivo do país como um "narco-governo".
Em 23 de novembro de 2017 Pérez fez nova aparição em um vídeo na internet. Ele estava sentado ao lado de um homem que criticou a corrupção do governo venezuelano. Ao fim do vídeo, o policial compartilhou umas poucas palavras de encorajamento, clamando por novos protestos por parte do povo venezuelano e menosprezando os generais das forças armadas do país.

### Operação no quartel da Guarda Nacional
Em 18 de dezembro, Óscar Pérez comandou uma operação contra um pequeno quartel da Guarda Nacional Venezuelana localizado em Los Teques, no estado de Miranda. A guarnição do quartel foi atacada de surpresa e rendeu-se sem luta. Os militares foram amordaçados e imobilizados pelos comandados de Pérez, que conseguiram roubar 26 fuzis e 3 pistolas automáticas do arsenal local do exército bolivariano de Maduro.

### Morte
Em 15 de janeiro de 2018, o exército venezuelano e a Guarda Nacional Venezuelana lançaram uma operação para capturar Óscar Pérez, que estava escondido no bairro de El Junquito a oeste de Caracas. Pérez postou um vídeo em que aparece ele e seu grupo, na janela superior da casa em que estavam, tentando persuadir os policiais a não prendê-los. Após essa abordagem inicial, houve um breve confronto entre o grupo de Pérez e as forças do governo venezuelano. Após o embate, Pérez postou um vídeo nas redes sociais em que ele aparece com o rosto ensanguentado após ter sido atingido pelos detritos de uma explosão. Neste momento das gravações, afirmou que estavam dispostos a render-se por conta da inviabilidade de resistência, no entanto, os agentes do Estado venezuelano não cessavam o fogo, em que davam a entender, segundo ele, que estavam interessados de fato em assassiná-los. 
Pouco tempo após publicarem sua última gravação através das redes sociais, Pérez e seus demais aliados tiveram seu refúgio atingido por um disparo de RPG-7 que impactou diretamente no sotão da casa em que o grupo se encontrava. O momento do disparo, bem como a explosão subsequente, foi registrada em vídeo pelos próprios policiais venezuelanos. Depois de três horas de tiroteio, Pérez e seis de seus homens (entre eles Daniel Enrique Soto Torres, Abraham Lugo Ramos, Jairo Lugo Ramos, José Alejandro Díaz Pimentel, Abraão Israel Agostini) foram mortos a tiros enquanto outros seis integrantes do grupo entregaram-se e foram presos; a polícia também sofreu baixas, contando com dois policiais mortos e cinco feridos. De acordo com um dos perfis utilizados pelo grupo de Pérez para divulgar suas ações nas redes sociais, um menino de 10 anos e uma mulher grávida supostamente teriam perecido durante a troca de tiros.
No dia seguinte ao confronto, a morte de Pérez e de alguns integrantes de seu bando foi confirmada pelas autoridades venezuelanas. De acordo com a certidão de óbito entregue para a família, Pérez morreu com um disparo recebido na cabeça. A deputada Delsa Solorzano, da oposição venezuelana, afirmou que não apenas a certidão de óbito de Pérez, mas também as de cinco homens dentre os seis que foram abatidos pela polícia trazem como causa da morte o disparo de arma de fogo na região craniana. Para os familiares e para deputada, essa informação indica a hipótese de que Pérez e alguns membros de seu grupo teriam sido vítimas de uma execução extrajudicial. Apesar da morte confirmada de Pérez, o governo venezuelano recusou-se a enviar seu corpo ao México, como pleiteavam sua mãe e irmã, e o ex-militar acabou sendo enterrado em Caracas sem que lhe fosse oferecido um velório.

#### Repercussão
A morte de Óscar Pérez foi recebida como um ultraje por muitos venezuelanos, resultando em protestos em cidades daquele país além de manifestações na internet por meio das redes sociais. A hashtag "#Oscarperezheroedelpueblo" esteve posicionada nos trending topic do Twitter, com internautas de diferentes partes do mundo saudando Pérez como um herói, ao passo que algumas chegaram ao ponto de compará-lo com outras figuras heroicas latino-americanas, como Simon Bolívar e Túpac Amaru II. Alguns líderes da oposição venezuelana, incluindo María Corina Machado, Antonio Ledezma e Luisa Ortega Díaz, condenaram a sua morte. De acordo com o  ex-prefeito de Caracas e líder opositor no exílio, Antonio Ledezma, Óscar Pérez teria sido executado por ordens de Nicolás Maduro e que tais atos seriam somados às queixas protocoladas contra o governo venezuelano no Tribunal de Haia.
A ministra do sistema de serviços penitenciários da Venezuela, Iris Varela, tripudiou da morte de Óscar Pérez através das redes sociais afirmando que o ex-policial teria se acovardado no momento em que se viu encurralado pelos agentes do Estado. Diosdado Cabello, deputado na Assembléia Nacional da Venezuela, classificou Pérez como um terrorista e o acusou de ter precipitado o confronto armado contra os agentes de segurança que foram designados à capturá-lo. Nicolás Maduro parabenizou a conduta da força-tarefa ao longo do episódio, avaliando que teriam conseguido desmantelar um grupo terrorista que, segundo o presidente venezuelano, estaria planejando atentados contra embaixadas naquele país.
Houve também protestos por parte de políticos estrangeiros acerca da operação que culminou com a morte do ex-policial. Durante uma entrevista na televisão, o ex-presidente boliviano e líder da oposição de seu país, Jorge Quiroga, criticou duramente o presidente da Venezuela por conta do episódio. No Uruguai, o Partido Colorado se pronunciou oficialmente lamentando o desfecho da operação policial-militar, repudiando aquilo que tachou como o assassinato de Pérez e outras seis pessoas por parte das forças de segurança do estado venezuelano. Marco Rubio, senador pelo partido Republicano dos Estados Unidos também condenou a operação realizada contra o ex-policial Óscar Pérez e sua equipe. O ex-presidente da Colômbia Andrés Pastrana somou-se aos críticos da operação, enquanto no Brasil, os deputados federais Jair Bolsonaro e Eduardo Bolsonaro chegaram a publicar um vídeo em homenagem a Óscar e críticas ao governo venezuelano pela operação. Adicionalmente, o Partido Novo protestou contra o que entendeu ter sido um assassinato de Perez e seus companheiros.
Organizações de direitos humanos, bem como ativistas da oposição venezuelana passaram a pressionar por uma investigação independente acerca dos fatos ocorridos de forma a averiguar as circunstâncias que culminaram na morte dos dois policiais, do próprio Óscar Pérez e de outros seis integrantes de seu grupo. O Programa Venezuelano de Educação e Ação em Direitos Humanos (Provea) exigiu em comunicado que o governo informe com precisão os fatos que transcorreram naquele episódio. Bispos venezuelanos pedem investigação rápida para averiguação de violações dos direitos humanos.

#### Organizações internacionais
A Anistia Internacional (AI), uma organização não governamental (ONG) que defende os direitos humanos, denunciou em 18 de janeiro de 2018 o que considerou ter sido uma execução ilegal do líder revolucionário Óscar Pérez na Venezuela por forças de segurança do governo. De acordo com a organização, o episódio suscita múltiplos alertas sobre violações graves aos direitos humanos naquele país por parte de seu presidente, Nicolás Maduro, incluindo crimes proscritos no âmbito do direito internacional público. Referindo-se ao uso de armas de guerra durante a operação, a AI afirmou que o emprego de tais artefatos não apenas são projetados para matar os adversários, como também deixam poucas chances de sobrevivência. A ONG pressionou por uma investigação independente sobre a morte de Pérez e seus aliados. Erika Guevara Rosas, diretora da AI para as Américas, repreendeu o governo venezuelano pelo uso de força letal e reiterou a urgência para que o governo garanta que as autoridades civis conduzam uma investigação rápida, imparcial, independente e exaustiva de forma a averiguar se este não teria sido um caso de execução extrajudicial.
A Human Rights Watch comparou o caso de Óscar Pérez na Venezuela com os massacres perpetrados por outras ditaduras latino-americanas. O diretor da organização para a América Latina, José Miguel Vivanco, disse que o que aconteceu em El junquito lembra-lhe o ocorrido durante as ditaduras argentina e chilena, onde muitas vezes notícias sobre confrontos contra terroristas eram de fato execuções extrajudiciais. De acordo com a nota oficial da Human Rights Watch a operação teria causado a morte de cerca de nove pessoas, em que pelo menos cinco dos quais seriam membros do grupo de Pérez, e dois seriam uma mulher grávida e um menino de 10 anos acompanhando o grupo de rebeldes.

## Filmografia
- Muerte Suspendida (2015)